# Дисковий журнал
Дискові журнали (англ. diskmag, magazette) — це журнали, що розповсюджуються в електронному вигляді на комп'ютерних магнітних та оптичних носіях. Вони мали деяку популярність в 1980-х і 1990-х років, як періодичні видання, що поширювалися за допомогою дискет, звідси їх назва. Наприкінці 1990-х інтернет, можливості якого значно зросли, забрав їх аудиторію. Дискові журнали або зникли, або перейшли в онлайн, проте іноді їх ще називають «diskmags», незважаючи на відсутність фізичних дисків. 
Сучасні науковці мають труднощі в дослідженні дискових журналів, оскільки файли цих електронних видань зникають під впливом цифрової нестабільності.

5-й випуск журналу CLOAD

## Визначення
Унікальною і відмінною рисою дискових журналів на відміну від типових ASCII «журналів» або «Т-файлів є те, що переважно вони існували як виконуваний файл програми, який працював тільки на конкретній апаратній платформі. Diskmag зазвичай мав естетично привабливий графічний інтерфейс, фонову музику та інші особливості, які використовували переваги апаратної платформи, для якої він був призначений. Дискові журнали були написані для різних платформ, починаючи від C64 аж до IBM PC, деякі навіть були створені для ігрових консолей, як Scenedicate для Dreamcast.

## Історія
Ранні програми користувачів персональних комп'ютерів наприкінці 1970-х і початку 1980-х років, створені, як правило, в мові програмування BASIC, були опубліковані в комп'ютерних журналах того часу. Це була трудомістка робота, в яку часто закрадалися помилки. Тому виникла ідея видавати ці програми на дисках.
Перший дисковий журнал видавався на магнітній стрічці (тобто касеті). Журнал CLOAD для комп'ютера Radio Shack TRS-80 почали видавати в 1978 році. Він був названий на честь системної команди для завантаження програми з касети на цьому комп'ютері. CLOAD був не першим електронним журналом — різні дайджести ARPANET були опубліковані у вигляді текстових файлів, відправлених по мережі з початку 1970-х. Вони, однак, були чистими ASCII текстами. Крім того, в той час мало хто за межами навчальних закладів мав доступ до цих електронних видань.
На початку свого існування дискові журнали мали вплив на інші види періодичної електронної преси, такі як езини.

### 1980-ті роки
У вересні 1981 року вийшов перший номер Softdisk для комп'ютера Apple II. Він виходив щомісяця на 5 ¼» дискетах і це був перший дисковий журнал. Softdisk почав пізніше видаватися для платформ Commodore 64 та IBM PC. Паралельно виходили дискові журнали Diskazine, Window, IBMagazette. Деякі друковані журнали починають видаватися з дисками.
Восени 1989 року в Києві почало поширюватися е-видання на 5 ¼" дискетах «Софтпанорама» [Архівовано 5 травня 2019 у Wayback Machine.] з матеріалами семінару «Системне програмування»  [Архівовано 1 лютого 2013 у Wayback Machine.], під редакцією Миколи Миколайовича Безрукова — перший вітчизняний електронний щомісячних, в якому протягом 1989—1995 років публікувалися матеріали не лише науково-технічної, але також і громадсько-політичної тематики.

### 1990-ті роки
До середини 1990-х CD-ROM витіснив дискети як основне сховище і перенесення даних. Деякі з існуючих дискових журналів перейшли на цей формат, в той час як інші, такі як Digital Culture Stream, були засновані на компакт-дисках з самого початку. Велика ємність цього формату, поряд з більш високою швидкістю на нових комп'ютерах, дозволила дисковим журналам містити більше мультимедійних можливостей, в тому числі музику і анімацію. В журналах з'являються трейлери фільмів та записи з музичних альбомів.
Найвідоміші англомовні журнали тих часів: Hugi, Imphobia, Pain, Scenial, Daskmig (IBM PC), Jurassic Pack, RAW, Upstream, ROM, Seenpoint, Generation (Amiga), Undercover Magascene, Chaos Control Digizine, Maggie, Alive and ST News (Atari ST).
Наприкінці 1990-х інтернет набув популярності серед широкого загалу, що стало початком кінця дискових журналів. Люди отримали доступ до тих же за суттю матеріалів через мережу. В результаті періодичні видання на диску стали рідкістю. Видавці електронних журналів надавали перевагу використанню інтернету або електронної пошти для їх розповсюдження.

### 2000-ні роки
Зрідка CD-або DVD-мультимедіа журнали виходять після 2000 року, найчастіше у вигляді реклами, аніж самостійної преси. Деякі журнали, які за традицією називаються «diskmag» сьогодні поширюються через Інтернет (FTP, WWW, IRC і т. д.). Колишній популярний розважальний журнал LAUNCHcast перетворюється на відео сайт, що зараз належить Yahoo!. Blender також починав як дисковий журнал на CD-ROM і розповсюджувався в США, а пізніше перейшов у друкований формат.
Найдовше видавався дисковий журнал Loadstar для давно застарілих комп'ютерів Commodore 64. Він почав своє існування у 1984 році і видавався до 2000-х років.

## Контент
Дискові журнали мали різний вміст. Контент цих видань можна поділити на:
- Статичні статті, аналогічні друкованим журналам, включали текст та ілюстрації (якщо журнал складався виключно з такого виду матеріалів — він не був дисковим журналом, оскільки це суперечить його визначенню)
- Мультимедіа (відео та аудіо)
- Інтерактивні елементи, такі як вікторини та опитування. У деяких журналах вимагали надіслати диски назад до видавництва зі своїми відповідями таким чином забезпечували зворотний зв'язок.
- Програмне забезпечення, яке можна запустити або встановити. Сюди входили безкоштовні програми, демоверсії та піратські версії програм.
- Файли та доповнення, які використовувалися іншим програмним забезпеченням, такі як фотографії, звукові файли і шрифти.